# Georg Gerster

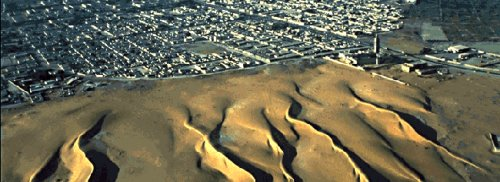
Georg Gerster: Písečná duna ohrožuje Nouakchott, hlavní město Mauritánie

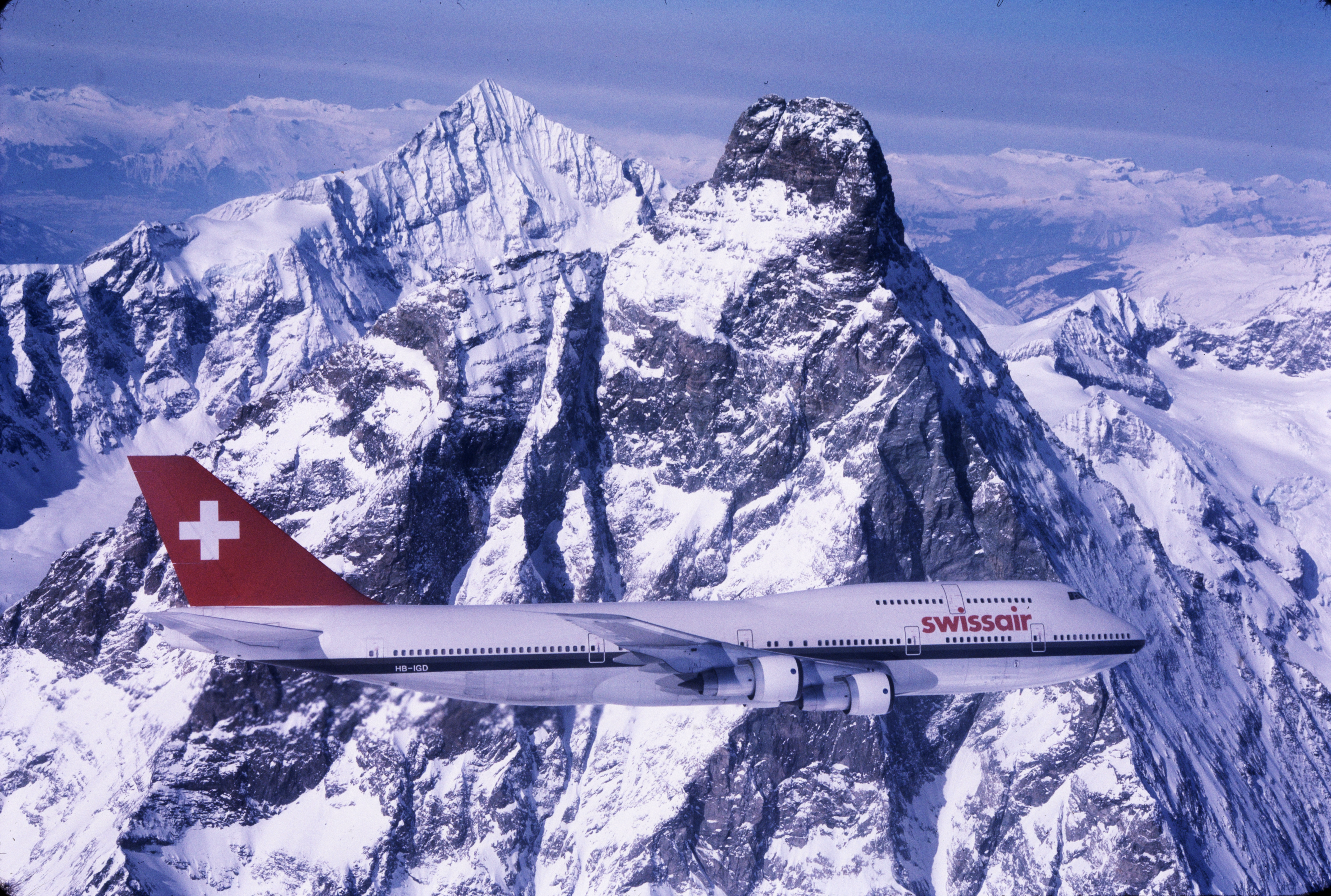
Boeing 747-357, HB-IGD "Basel" im Flug über Matterhorn und Dent Blanche

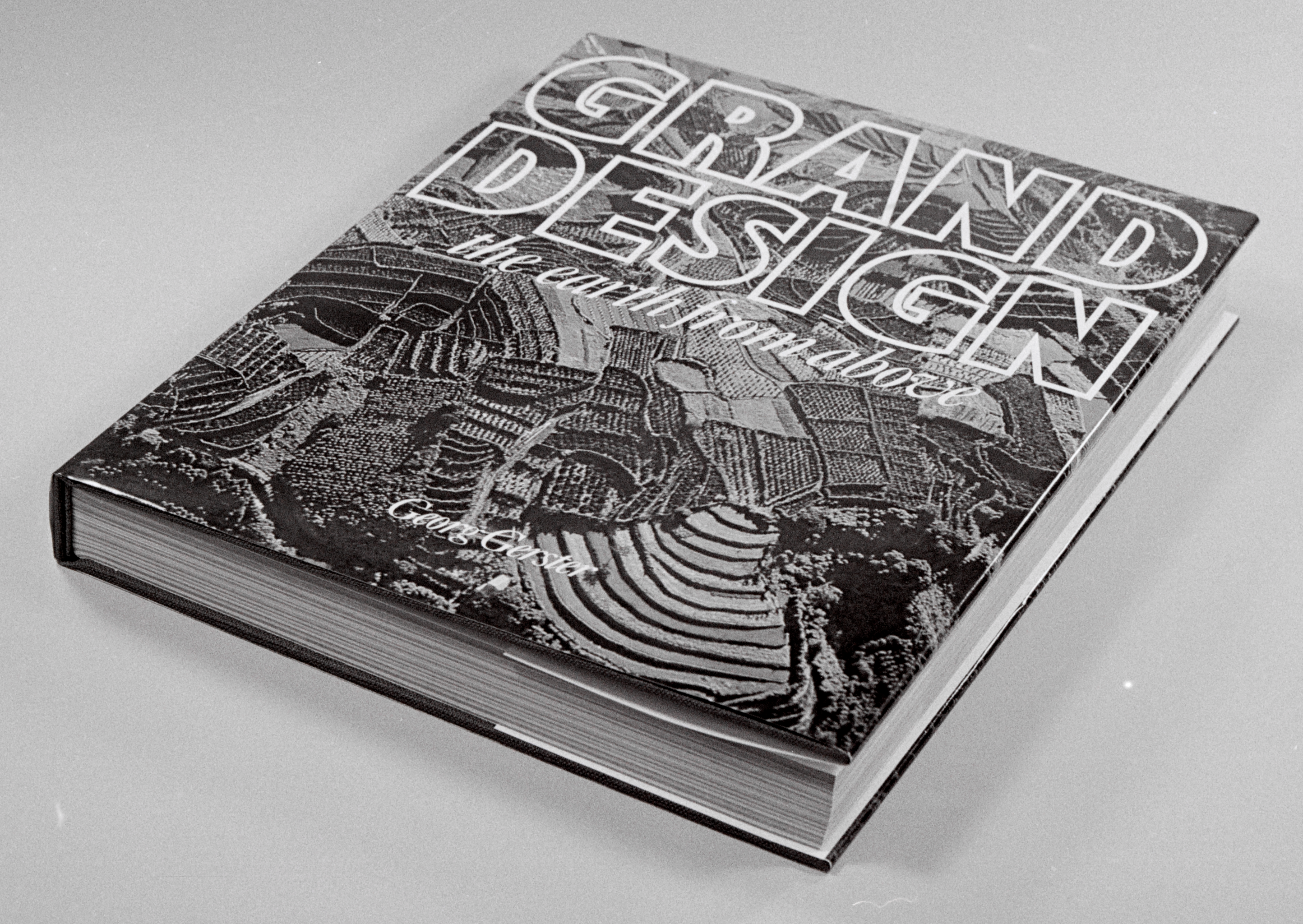
Titelblatt des Buchs "Grand Design, the earth from above" von Georg Gerster

Georg Gerster (30. dubna 1928, Winterthur – 8. února 2019, Zumikon) byl švýcarský novinář a průkopník letecké fotografie.

## Život
V roce 1954 Georg Gerster získal doktorát na univerzitě v Curychu. Do roku 1956 pracoval jako vědecký redaktor v Curyšském časopisu Weltwoche. Od té doby působil jako novinář na volné noze se specializací v oblasti vědy a letecké fotografie. V této fotografické oblasti poskytl v roce 1950 a 1960 významné průkopnické práce. Týkaly se nejen technologie a kvality leteckých fotografií, ale také jejich univerzálnosti a nadčasovosti.
Od roku 1959 psal Gerster obrazové reportáže a fotografické knihy. Od šedesátých let dokumentoval ve více než 100 zemích na všech kontinentech archeologická naleziště všeho druhu: Stonehenge, Velkou čínskou zeď, chrámy Abú Simbel, Vysokou Asuánskou přehradu až po aztéckou svatyni a monumentální kamenné stavby v poušti Kalifornie.
Hory, pouště, pobřeží, jezera, zemědělské a průmyslové krajiny, fotografoval z letu a podával jejich výtvarný obraz.
Georg Gerster získal v roce 1976 ocenění Prix Nadar.
Jeho fotografie byly vystavovány v samostatných i skupinových výstavách v Evropě, Japonsku a Spojených státech a jsou publikovány i v nových publikacích.

## Dílo
Gersterovy fotografie a texty jsou pravidelně publikovány v mezinárodně uznávaných časopisech, jako jsou Neue Zürcher Zeitung, National Geographic Magazine, Sunday Times Magazine a časopis Geo.
Georg Gerster na jedné straně zobrazuje krásu krajiny, kterou má rád shora - často při nízké nadmořské výšce. Na druhou stranu poukazuje na ochranu ohrožené přírody na celém světě, nadměrné využívání zdrojů, eroze nebo strojírenství a mechanizace. Gerster se také zabývá ochranou historických a archeologických nalezišť.

## Výběr publikací
- Nubien – Goldland am Nil. Artemis Verlags-AG, Curych/Stuttgart 1964
- Spolu s Christiane Desroches-Noblecourt: Die Welt rettet Abu Simbel. Verlag Koska, Vídeň 1968
- Kirchen im Fels. Entdeckungen in Äthiopien. Verlag Kohlhammer, Stuttgart 1968
- Äthiopien. Das Dach Afrikas. Atlantis Verlag, Curych/Freiburg i. Br. 1974
- Der Mensch auf seiner Erde. Ein Flugbild Freiburg, Curych 1975 ISBN 3-7611-0468-5
- Brot und Salz. Basel/Stuttgart 1980 ISBN 3-7643-1692-6
- Flugbilder. Basel/Stuttgart 1985 ISBN 3-7643-1697-7
- Flug in die Vergangenheit – Archäologische Stätten der Menschheit in Flugbildern. Mnichov 2003, ISBN 3-8296-0094-1
- Spolu s Ralf B. Wartke: Flugbilder aus Syrien. Von der Antike bis zur Moderne. Verlag Philipp von Zabern, Mainz 2003
- Weltbilder. Schirmer/Mosel Verlag, Mnichov 2004 ISBN 3-8296-0154-9 (70 Flugbilder aus den sechs Erdteilen – eine Quintessenz des Lebenswerkes)
- Aerographik plakátový kalendář (roční), pro 2005: ISBN 3-8318-1239-X, pro 2006: ISBN 3-8318-2154-2
- Charlotte Trümpler (Hrsg.): Flug in die Vergangenheit. Archäologische Stätten der Menschheit in Flugbildern. Verlag Schirmer/Mosel, Mnichov 2005. 4. Auflage, ISBN 3-8296-0190-5.
- Johannes Nollé a Hertha Schwarz: Mit den Augen der Götter. Flugbilder des antiken und byzantinischen Griechenlandes. Mit Flugbildern von Georg Gerster. Verlag Philipp von Zabern, Mainz 2006, ISBN 978-3-8053-3379-5.